# Hrabstwo Reynolds
Hrabstwo Reynolds (ang. Reynolds County) – hrabstwo w stanie Missouri w Stanach Zjednoczonych.
Obszar całkowity hrabstwa obejmuje powierzchnię 814.41 mil2 (2 109 km²). Według danych z 2008 r. hrabstwo miało 6 388 mieszkańców. Hrabstwo powstało 25 lutego 1845.

## Główne drogi
- Route 21
- Route 49
- Route 72
- Route 106

## Sąsiednie hrabstwa
- Hrabstwo Dent (północny zachód)
- Hrabstwo Iron (północny wschód)
- Hrabstwo Wayne (południowy wschód)
- Hrabstwo Carter (południe)
- Hrabstwo Shannon (zachód)

## Miasta
- Bunker
- Centerville
- Ellington